# Lippenlesen

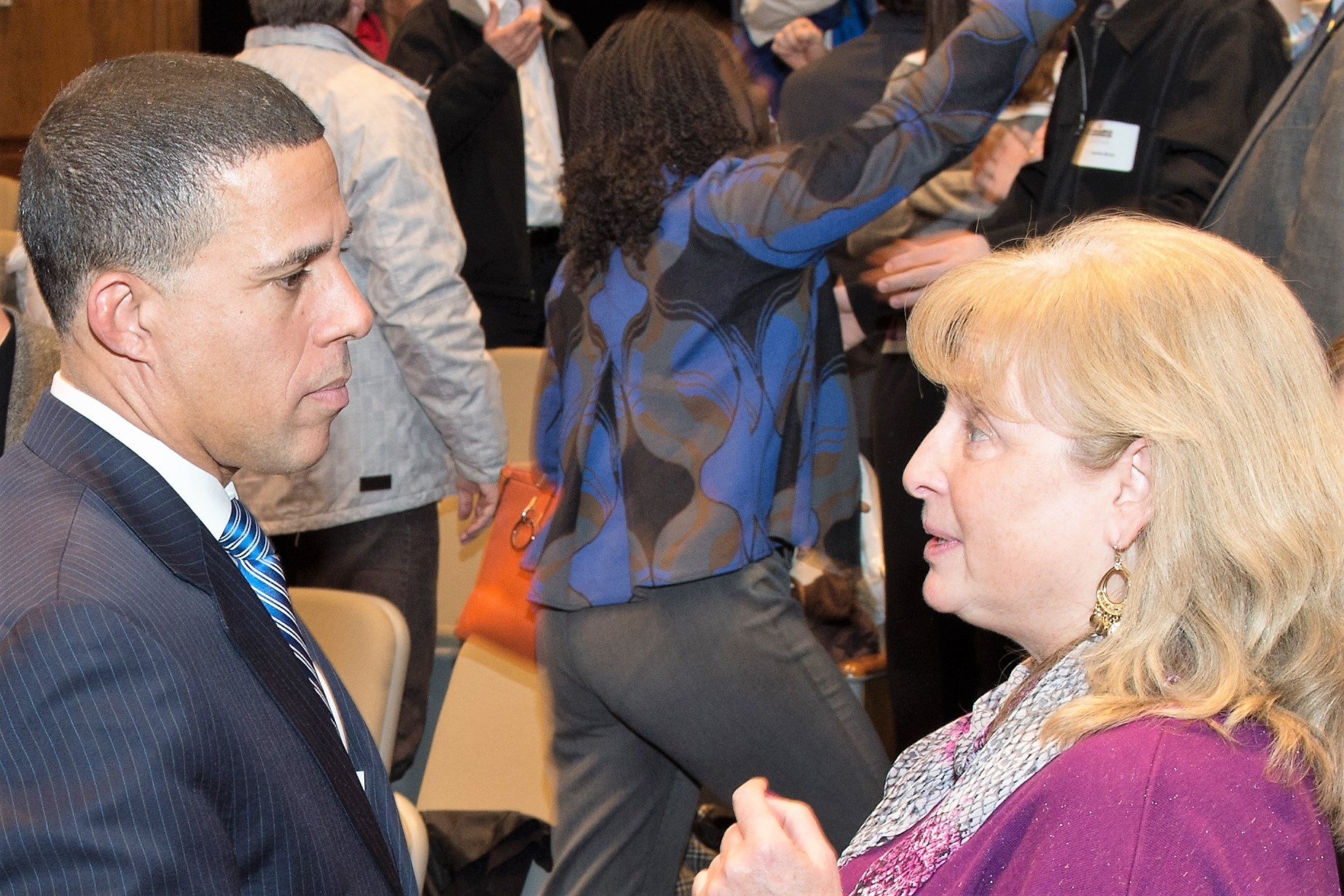
Absehen von den Lippen

Lippenlesen oder Absehen bezeichnet das visuelle Erkennen des Gesprochenen über die Lippenbewegungen des Sprechers. Die bei verschiedenen Lauten jeweils unterschiedlichen Stellungen der Lippen und der Mundregion einschließlich der von außen sichtbaren Zungenstellung werden als Mundbild bezeichnet.

## Alternative Bezeichnungen
Alternativ sind bzw. waren u. a. auch die Bezeichnungen Lippenablesen und kurz Ablesen gebräuchlich. Heute wird in der einschlägigen Fachliteratur nicht mehr vom „Lippenlesen“ bzw. „Lippenablesen“ gesprochen, sondern bestenfalls von einem Absehen vom Mund bzw. Absehen von den Lippen. Die neuere Forschung vermeidet sogar diese Begriffe und verwendet die umfassendere Bezeichnung Absehen – oder spricht gleich von Visueller Kommunikation, da die Entschlüsselung der Lippenbewegungen nur ein Element des Verstehensprozesses darstellt.

## Anwendungsbereiche
Gehörlose und hochgradig Schwerhörige können bei mündlicher Verständigung die Lautzeichen nicht oder nur zu einem geringen Teil erfassen. Sie sind daher im unmittelbaren Kontakt mit anderen Sprechern auf die Technik des Lippenlesens angewiesen. Lippenlesen ist dabei nicht die ausschließliche Verständigungsmöglichkeit. Ausweichmöglichkeiten liegen mit der Gebärdensprache und mit einer schriftlichen Verständigung vor.
Gebärdensprache kann auch teilweise mit Mundbildern dargestellte Worte oder codierte Sinnbilder enthalten, die dabei nicht unbedingt auch akustisch ausgesprochen werden. Auch hier wird dann die Technik des Lippenlesens angewandt.
Auch Schwerhörige, die mit einem Hörgerät versorgt sind, können fallweise nur Bruchstücke der Lautzeichen eindeutig erkennen, sie benutzen dann ebenfalls parallel zum Hören das Lippenlesen.
Bis zu einem gewissen Grad benutzen auch Menschen mit unbeeinträchtigtem Gehör unbewusst diese Technik, um das Verständnis des Höreindrucks zu ergänzen bzw. abzusichern (McGurk-Effekt). In das Bewusstsein dringt diese Begleiterscheinung in diesen Fällen nur, wenn beispielsweise bei einem ursprünglich fremdsprachigen Film durch die Übersetzung der Synchronisation die Mundstellung deutlich anders ist, als wenn sie dem gehörten Laut entspräche.
In der Kriminaltechnik werden Mundbilder bei Bildaufnahmen durch Sachverständige ausgewertet, wenn keine Tonaufnahme verfügbar ist. Anhand der Mundbilder kann die fehlende Tonaufzeichnung ersetzt werden, und somit ermittelt werden, was die aufgezeichneten Personen sprachen oder welcher Sprache sie sich bedienten.

## Technik
Beim Sprechen bewegen sich die Lippen in einer bestimmten Weise. Durch Beobachtung und Vergleich der Lippenbewegungen lassen sich Muster für bestimmte Laute oder Worte ableiten. Diese bewusst oder unbewusst gelernten Muster lassen grundsätzlich ein fortlaufendes Ablesen gesprochener Sprache vom Munde zu.
Die Ausführung und Stellung der Mundbilder sind vor allem im Bereich der Gehörlosenpädagogik und Schwerhörigenpädagogik bis zu einem gewissen Grad systematisch bewusst und können veranschaulicht werden. Das Lippenlesen wird in diesem Bereich mit der praktischen Vorführung und „Lese“-Übung typischer Mundstellungen und Mundbilderfolgen als Lernprozess eingeübt. 
Lehrer im Bereich der Gehörlosen- und Schwerhörigenpädagogik sprechen bewusst häufig mit besonders akzentuierten Mundbewegungen und langsamer als im normalen Alltagsleben sowie auch mit ständigem Sichtkontakt zu den Schülern. Auch Laien, die mit Tauben oder Schwerhörigen häufiger in Kontakt treten (wie z. B. Arbeitskollegen), gewöhnen sich oft eine optimierte Sprechweise an, die das Lippenlesen erleichtert.
Es gibt Personen, die mit untypischen oder undeutlichen Mundbewegungen sprechen. Hörgeschädigte, die solche Personen selten treffen, können in diesen Fällen nur eingeschränkt lippenlesen. Doch eine hörgeschädigte Person, die mit einer solchen Person sehr häufig im Sprechkontakt steht, kann durch das unbewusste intensive Training auch unter diesen ungünstigen Umständen erfolgreich lippenlesen.

## Probleme
Von den Lauten der deutschen Sprache lassen sich nur etwa 15 % einigermaßen eindeutig am Mundbild erkennen. Vielfach haben unterschiedliche, aber lautlich ähnliche Wörter nahezu identische Mundbildabläufe. Beispielsweise sind Butter und Mutter, Reifen und Greifen oder Achtzig und hat sich im visuellen Eindruck der Lippenbewegungen nicht unterscheidbar. Auch Schwerhörige, die trotz zusätzlicher Hörgeräteversorgung manchmal nur Bruchstücke des Gesprochenen mit dem Hörsinn erkennen und zusätzlich, ebenso bruchstückweise, durch das Ablesen Informationen aufnehmen, müssen die Bedeutung während der kurzen Wahrnehmungsspanne aus dem Zusammenhang folgern. Bei größerem Umfang – z. B. einem Vortrag – ist dies sehr anstrengend oder auch unmöglich.
Daher haben Gehörlose und Schwerhörige trotz Lippenlesen Mühe, Gesprochenes vor allem in größerem Umfang aufzunehmen. Der Lückentext, der sich durch bruchstückhafte Wahrnehmung ergibt, kann bei viel Erfahrung und Wissen des Bedeutungszusammenhanges ergänzt werden, so dass geübte Lippenleser bei bekannten Themen bis zu 30 % eines Textes von den Lippen ablesen können. Personen mit geringem formalem Sprachwissen und Wortschatz können daher schlechter Lippenlesen.
Hilfreich, um die Erkennungsrate zu verbessern, ist unter anderem ein deutliches Mundbild. Sinnvoll ist es auch, zuerst kurz das Thema oder den Rahmen dessen zu erwähnen, wovon man sprechen will. Unterstützt der Redner seinen Text durch Gestik oder Mimik, werden mehr Inhalte erkannt. Keine Hilfe ist dagegen übertrieben deutliche Aussprache, weil sie die Lippenstellungen verzerrt und modellhaft untypisch werden lässt. Das gilt auch für extrem langsames Sprechen. Ungünstige Lichtverhältnisse, Nuscheln oder mundartlich gefärbte Aussprache erschweren das Lippenablesen. Das Ablesen von den Lippen kann das Verstehen also nur unterstützen.